# 1955년 대한민국
이 문서는 1955년 대한민국에서 일어난 사건을 다룬다.

## 재임자
- 대통령 : 이승만
- 부통령 : 함태영

## 사건
- 1월 29일 - 단성사 앞 저격사건이 일어나다.
- 2월 3일 - 대구광역시에 경북공업고등학교 설립인가.
- 3월 1일 - 육군 본부, 대구서 서울로 이전.
- 3월 2일 - 부산역 열차 화재 사고 발생.
- 4월 18일 - 애국가의 작곡가 안익태(安益泰)에게 문화훈장 수여되다.
- 8월 13일 - 서울적십자병원, 대한민국 최초의 성전환 수술 시행.
- 8월 18일 - 정부, 당분간 일본과 경제 관계 단절.
- 9월 1일 - 대한민국, 전국 인구조사 사상 첫 실시.
- 9월 9일 - 국제도서관협회에 가입.
- 9월 17일 - 대구매일신문 최석채 주필의 '학도를 도구로 이용하지 말라'는 사설에 항의하는 괴청년 40여명이 신문사에 난입.
- 9월 19일 - 대한민국, 민주당 창당.
- 10월 5일 - 대한민국 육군사관학교, 4년제 11기 첫 졸업. 전두환, 노태우, 정호용 등이 이 11기이다.
- 10월 12일 - 한국인 입양: 해리 홀트와 버다 홀트 부부가 한국인 전쟁 고아 8명을 입양하고 4명을 미국의 다른 부모에게 입양을 주선하다.
- 10월 22일 - 충추비료공장 기공.
- 11월 2일 - 사정위원회 발족. 위원장 조용순.

## 탄생
- 1월 1일 - 정치가 겸 시사평론가 남충희.
- 1월 8일 - 변호사 겸 시사평론가 전원책.
- 1월 13일 - 전 축구 선수, 현 축구 감독 허정무.
- 1월 20일 - 성우 성병숙.
- 2월 4일 - 정치인 길정우.
- 2월 6일 - 가수 윤수일.
- 2월 14일 - 전 야구 선수, 현 야구 코치 이선희.
- 3월 3일 - 가수 강진.
- 3월 25일 - 방송인 김영신.
- 5월 7일 - 전 축구 선수, 현 축구 감독 박성화.
- 6월 28일
  - 전 야구 선수, 현 야구 코치 오종훈.
  - 야구인 이광은.
  - 가수 하춘화.
- 7월 5일 - 야구인 서정환.
- 7월 6일 - 정치가 김순자.
- 7월 11일 - 가수 심수봉.
- 7월 17일 - 문인 양귀자.
- 8월 20일 - 성우 신성호.
- 9월 3일 - 배우 기주봉.
- 9월 10일 - 성우 이봉준.
- 9월 27일 - 가수 이치현.
- 10월 4일
  - 전 야구 선수, 현 야구 코치 김용희.
  - 전 야구 선수, 현 야구 코치 유지훤.
- 10월 16일 - 대학 교수, 동시 통역사 최정화.
- 10월 23일 - 성우 변영희
- 12월 15일 - 지방자치행정가 겸 대학 교수 한현택.
- 12월 17일 - 배우이자 교수 길용우.
- 12월 22일 - 성우 이규화.
- 12월 30일 - 배우 김해숙.

## 사망
- 2월 18일 - 교육인 김성수.
- 3월 3일 - 국회의원 배헌.
- 7월 20일 - 기업인 문재철.
- 8월 16일 - 의친왕.
- 10월 17일 - 정치인 이병홍.

## 같이 보기
- 1955년 대한민국의 영화 목록